# Marcel van der Merwe
Pour les articles homonymes, voir Van der Merwe.
Pas d'image ? Cliquez ici

a Compétitions nationales et continentales officielles uniquement.

b Matchs officiels uniquement.
Dernière mise à jour le 9 août 2024.
Marcel van der Merwe, né le 24 octobre 1990 à Welkom (Afrique du Sud), est un joueur de rugby à XV international sud-africain évoluant au poste de pilier droit. Il évolue avec le club français du CA Brive en Pro D2 depuis 2022. Il mesure 1,88 m pour 128 kg.

## Carrière

### En club
Marcel van der Merwe a commencé sa carrière professionnelle en 2011 avec l'équipe des Free State Cheetahs en Vodacom Cup, et ensuite, il fait également ses débuts en Currie Cup la même année,.
En 2012, il découvre le Super Rugby avec la franchise des Cheetahs, avec qui il disputera trois matchs lors de cette première saison.
Il quitte Bloemfontein pour Pretoria en 2013 en rejoignant la province des Blue Bulls en Currie Cup, et ne fait son retour en Super Rugby avec la franchise des Bulls que l'année suivante en raison d'une blessure au genou.
En 2016, il quitte son pays natal pour la France en rejoignant le RC Toulon qui évolue en Top 14.
En avril 2020, il rejoint à nouveau la franchise des Bulls, et la province des Blue Bulls, après quatre saisons passées en France et 98 matchs disputés avec Toulon, dont la finale de Top 14 en 2017, perdue contre Clermont.
Il ne reste qu'une saison en Afrique du Sud, avant de faire un bref retour en Top 14 avec le Stade rochelais en avril 2021, en tant que joker médical de Ramiro Herrera.
Après son passage à La Rochelle, il rejoint en juin 2021 le London Irish en Premiership.
L'année suivante, il retourne jouer en France avec le CA Brive en Top 14, où il s'engage pour deux saisons. À la fin de sa première saison, malgré la relégation du club en Pro D2, il prolonge son contrat jusqu'en 2025.

### En équipe nationale
Marcel van der Merwe est appelé pour la première fois avec l'équipe d'Afrique du Sud en juin 2014. Il obtient sa première cape internationale le 28 juin 2014 à l'occasion d'un test-match contre l'équipe d'Écosse à Port Elizabeth.
Il fait partie de l'effectif sud-africain retenu pour préparer la Coupe du monde 2015 en Angleterre, mais n'est finalement pas sélectionné au sein du groupe final de 31 joueurs,.

## Palmarès

### En club
Néant

## Statistiques
Au 3 août 2021, Marcel van der Merwe compte 7 capes en équipe d'Afrique du Sud, dont une en tant que titulaire, depuis le 28 juin 2014 contre l'équipe d'Écosse à Port Elizabeth. Il n'a inscrit aucun point.
Il participe à deux éditions du Rugby Championship en 2014 et 2015. Il dispute cinq rencontres dans cette compétition.